# IC3
O IC 3 - Itinerário Complementar da Estremadura e Ribatejo é um itinerário complementar de Portugal.
Fará, quando concluído, a ligação entre Setúbal e Coimbra passando por localidades importantes como Montijo, Entroncamento e Tomar.
Está classificado na rede nacional de autoestradas, integrando:
- a autoestrada   A 12  entre Setúbal e o Montijo;
- a autoestrada   A 33  entre o Montijo e Canha;
- a autoestrada   A 13  entre o troço anterior e Almeirim (em serviço) e daí até Coimbra (em projeto ou em serviço)

Quando concluído, todo o IC 3 estará assim construído em perfil de autoestrada. Enquanto tal não acontece existe ainda um troço com perfil IC cuja designação se mantém IC 3 entre Vila Nova da Barquinha e a autoestrada   A 23 , e outro em perfil de autoestrada entre o Montijo e Alcochete, mais a sul. Existe também em Coimbra a numeração IC3 nos mapas com um nó da N17.

## Estado dos Troços
| Troço                             | Situação                                                 | km |
| --------------------------------- | -------------------------------------------------------- | -- |
| Setúbal - Montijo                 | Em serviço como parte da autoestrada A 12                | 24 |
| Montijo ( A 33 ) - Alcochete      | Em serviço (1998)                                        | 4  |
| Montijo - Canha                   | Projetado como parte da autoestrada A 33                 | 22 |
| Infantado - Almeirim              | Em serviço como parte da autoestrada A 13                | 48 |
| Almeirim - Vila Nova da Barquinha | Projetado como parte da autoestrada A 13                 | 40 |
| Vila Nova da Barquinha - A 23     | Em serviço com duplicação prevista para autoestrada A 13 | 4  |
| Entroncamento ( A 23 ) - Tomar    | Em serviço como parte da autoestrada A 13                | 10 |
| Tomar - Alviobeira                | Em serviço como parte da autoestrada A 13                | 14 |
| Alviobeira - Coimbra              | Em serviço como parte da autoestrada A 13                | 73 |

## Nós de ligação

### Montijo - Alcochete
| Número da Saída | Nome da Saída                                                  | Estrada que liga |
| --------------- | -------------------------------------------------------------- | ---------------- |
|                 | proveniente de Barreiro / Montijo                              | A 33             |
|                 | Lisboa pela Ponte Vasco da Gama A2 ALGARVE / Setúbal /A6 Évora | A 12             |
|                 | Alcochete Pegões                                               | N 119 N 118      |
|                 | direcção Porto Alto                                            | N 118            |

### Entroncamento - Tomar
| Número da Saída | Nome da Saída                                   | Estrada que liga |
| --------------- | ----------------------------------------------- | ---------------- |
|                 | proveniente de Golegã                           | N 365            |
|                 | Entroncamento Vila Nova da Barquinha            | N 3              |
|                 | Lisboa / Torres Novas Castelo Branco / Abrantes | A 23             |
|                 | direcção Tomar Coimbra                          | A 13             |